# Me and Me Moke
Me and Me Moke é um filme mudo britânico de 1916, do gênero comédia dirigido por Harold M. Shaw e estrelado por Edna Flugrath, Gerald Ames e Hubert Willis. Um jovem de família rica aceita um emprego trabalhando como porteiro no mercado de fruta e vegetal em Covent Garden.

## Elenco
- Edna Flugrath - Kitty Kingsland
- Gerald Ames - Harry Masterman
- Hubert Willis - Labby
- Sydney Fairbrother - Mammy
- Lewis Gilbert - Flash Hawkins
- Douglas Munro - James Hilliard
- Gwynne Herbert - Sra. Kingsland